# نورث لیکس، کوئینزلند
نورث لیکس (به انگلیسی: North Lakes) یک حومه شهر در استرالیا است که در کوئینزلند واقع شده‌است. این سابرب در واقع قبلا جزئی از سابرب منگو هیل بوده و دارای امکانات متنوع رفاهی از جمله مرکز خرید وستفیلد، فروشگاه آیکیا و فروشگاه کاستکو میباشد که از سال 2000 میلادی به تدریج ایجاد شده.    .